# Mali Rajinac
Mali Rajinac är ett berg i Kroatien.   Det ligger i länet Lika, i den centrala delen av landet, 140 km sydväst om huvudstaden Zagreb. Toppen på Mali Rajinac är 1 699 meter över havet.
Terrängen runt Mali Rajinac är kuperad österut, men västerut är den bergig. Mali Rajinac är den högsta punkten i trakten. Runt Mali Rajinac är det mycket glesbefolkat, med 4 invånare per kvadratkilometer. Närmaste större samhälle är Otočac, 19,6 km öster om Mali Rajinac. I omgivningarna runt Mali Rajinac växer i huvudsak blandskog.